# Rebelión de Asen y Pedro
La rebelión de Asen y Pedro (en búlgaro: Въстание на Асен и Петър) fue una revuelta de los búlgaros y valacos que vivían en el thema de Paristrion del Imperio Bizantino, causada por un aumento de impuestos. Comenzó a finales del año 1185/1186 y terminó con la creación del Segundo Imperio búlgaro, gobernado por la dinastía Asen.

## Origen
Isaac II Ángelo, con el fin de recaudar dinero para su boda con la hija del rey Bela III de Hungría, puso un nuevo impuesto que cayó pesadamente sobre las poblaciones de los Montes Hemus. Enviaron a dos líderes (Pedro y Asen) para negociar con el emperador en Cipsela (ahora İpsala) en Tracia. Pidieron que se añadieran a la lista del ejército bizantino y se le concediera la tierra cerca de Hemo para generar los ingresos monetarios necesarios para pagar el impuesto. Esto fue negado, y Pedro y Asen fueron tratados con dureza. Su respuesta fue una amenaza para la revuelta.
Después de su regreso, muchos de los manifestantes no estaban dispuestos a unirse a la rebelión. Los hermanos Pedro y Asen construyeron la iglesia de San Demetrio de Salónica en Tarnovo, dedicada a San Demetrio, que era considerado tradicionalmente un patrón de la ciudad bizantina de Tesalónica, y afirmaron que el santo había dejado de favorecer a los bizantinos: "Dios había decidido para liberar a los búlgaros y el pueblo valaco y para levantar el yugo que les había llevado durante tanto tiempo”. Esto convenció a sus seguidores atacar a las ciudades bizantinas, tomando prisioneros y ganado. Preslav, capital del Primer Imperio búlgaro, fue saqueada, y fue después de este incidente simbólico que Pedro asumió la insignia de zar (o emperador).
En la primavera de 1186, Isaac inició una contraofensiva. Tuvo éxito al principio. Durante el eclipse solar del 21 de abril de 1186, los bizantinos atacaron con éxito a los rebeldes, muchos de los cuales huyeron al norte del Danubio, haciendo contacto con los cumanos. En un gesto simbólico, Isaac II entró en la casa de Pedro y tomó la imagen de San Demetrio, recuperando así en favor del santo. Aún bajo la amenaza de una emboscada de las colinas, Isaac volvió a toda prisa a Constantinopla para celebrar su victoria. Así, cuando los ejércitos de los valacos y búlgaros regresaron, reforzados con sus aliados cumanos, encontraron la región sin defensa y no sólo recuperaron su antiguo territorio, sino la totalidad de Moesia, un importante paso hacia el establecimiento de un nuevo estado búlgaro.
El emperador ahora responsabilizo la guerra a su tío, Juan Ducas el sebastocrator, que obtuvo varias victorias contra los rebeldes, pero luego se rebeló. Fue reemplazado por el cuñado del emperador, Juan Cantacuceno, un buen estratega, pero que no estaba familiarizado con las tácticas guerrilleras utilizadas por los montañeses. Su ejército fue emboscado, sufriendo grandes pérdidas, después de perseguir al enemigo imprudentemente en las montañas.
El tercer general a cargo de la lucha contra los rebeldes fue Alejo Branas, quien, a su vez, se rebeló y regreso a Constantinopla. Isaac lo derrotó con la ayuda de un segundo cuñado, Conrado de Montferrato, pero esta guerra civil se había desviado de la atención de los rebeldes e Isaac fue capaz de enviar un nuevo ejército en septiembre de 1187. Los bizantinos obtuvieron algunas victorias menores antes del invierno, pero los rebeldes, ayudados por los cumanos y empleando sus tácticas de montaña, seguían teniendo la ventaja.
En la primavera de 1188, Isaac atacó la fortaleza de Lovech, pero no la capturó después de un asedio de tres meses. Las tierras entre el Hemo y el Danubio ahora estaban perdidas para el Imperio Bizantino. El único consuelo del Emperador era tener calidad de rehenes, a la esposa de Asen y a un tal Juan (futuro Kaloján), hermano de los dos nuevos líderes del estado búlgaro.